# 亞里察湖
56°07′34″N 28°19′02″E / 56.12611°N 28.31722°E
亞里察湖（俄语：Ярица），是俄羅斯的湖泊，位於該國西北部，由普斯科夫州負責管轄，處於謝別日區，面積1.1平方公里，海拔高度28.8米，平均水深1.8米，最大水深3.3米。